# Munsza’at Sultan
Munsza’at Sultan (arab. منشأة سلطان) – miejscowość w Egipcie, w muhafazie Al-Minufijja. W 2006 roku liczyła 20 201  mieszkańców.